# Metopa affinis
Metopa affinis är en kräftdjursart som beskrevs av Boeck 1871. Metopa affinis ingår i släktet Metopa, och familjen Stenothoidae. Arten har ej påträffats i Sverige.